# オフィスアネモネ
株式会社オフィスアネモネは、日本の芸能事務所。日本声優事業社協議会会員。主に声優のマネージメントを行っている。

## 概要
2009年8月に、声優の井上喜久子が実姉である関本弥生とともに自身の個人事務所として設立（法人登記は2015年）。
事務所名であるアネモネは、花の名前と共に「姉もね（お姉ちゃんもよろしくね）」という意味も掛けているとのこと。

## 所属声優
2025年4月時点。
- 井上喜久子
- 野川さくら
- 田中理恵（リトリートから移籍）[2]
- ふしだりほ
- 小野早稀[3]
- アスレイゆき
- 井上ほの花
- 大下菜摘
- 高岡千紘
- 近貞月乃
- 千葉彩子
- 中野亜美
- ながえゆあ
- 藤川茜
- 日野由利加

### 業務提携
- 原田ひとみ
- 茉莉邑薫
- VEGA（コスプレイヤー、ゲーム実況者）

## かつて所属していた声優
- 椎葉マリエ（引退）[4]
- 永井乃愛（フリー）
- 福井裕佳梨（現所属：ウェーブマスター）
- 山川朋美（現芸名：やまかわともみ、現所属：maximum）
- 石黒千尋（個人事務所「ちひらぼっ!」設立）
- 植田ひかる[5]
- 長野せりな
- 綾瀬マリア（現所属：グリーンノート）
- 白峰けい